# Bandelin
Bandelin ist eine Gemeinde im Landkreis Vorpommern-Greifswald in Mecklenburg-Vorpommern. Sie wird seit dem 1. Januar 2005 vom Amt Züssow mit Sitz in Züssow verwaltet. Bis zum 31. Dezember 2004 gehörte Bandelin zum Amt Gützkow. Die Gemeinde hat 547 Einwohner (Stand: 31. Dezember 2023).

## Geografie

### Geografische Lage
Bandelin liegt zentral in Vorpommern 15 Kilometer südlich von Greifswald und sechs Kilometer nordwestlich von Gützkow. Das Gemeindegebiet erstreckt sich im Westen bis an die Peene. Das Gelände ist leicht wellig und liegt ca. 20 bis 30 Meter über NHN. Das nördlich gelegene Os ist bewaldet, die Senken sind leicht vermoort.

### Gemeindegliederung
Ortsteile
- Bandelin
- Kuntzow
- Schmoldow
- Vargatz

### Nachbargemeinden
Nachbargemeinden sind Dargelin im Norden, Behrenhoff im Nordosten, Gützkow (Stadt) im Osten und Süden sowie Bentzin im Westen und Görmin im Nordwesten.

### Geologie
Besonderheit ist das Bandeliner Os, das sich nördlich des Ortes Bandelin von Kammin im Osten nach Kuntzow im Westen über 4,2 Kilometer hinzieht. Das Os entstand aus eiszeitlichen Sand-, Kies- und Geröllablagerungen. Nordöstlich von Bandelin wird bis in die Gegenwart Kies und Sand abgebaut. Viele andere Stellen sind ausgebeutet oder wegen der Bewaldung und der Ortsnähe wurde der Abbau eingestellt.

## Geschichte

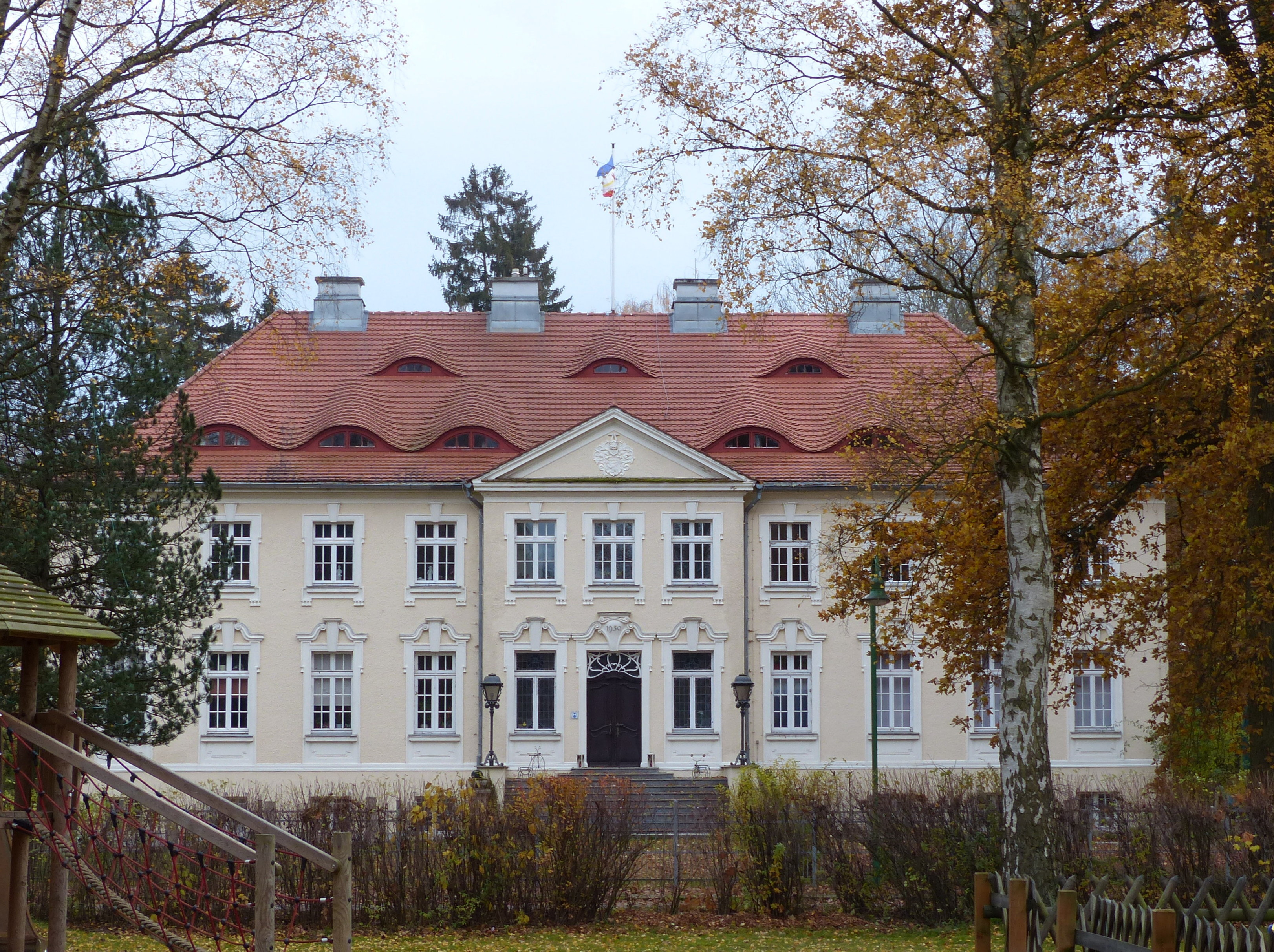
Gutshaus Bandelin

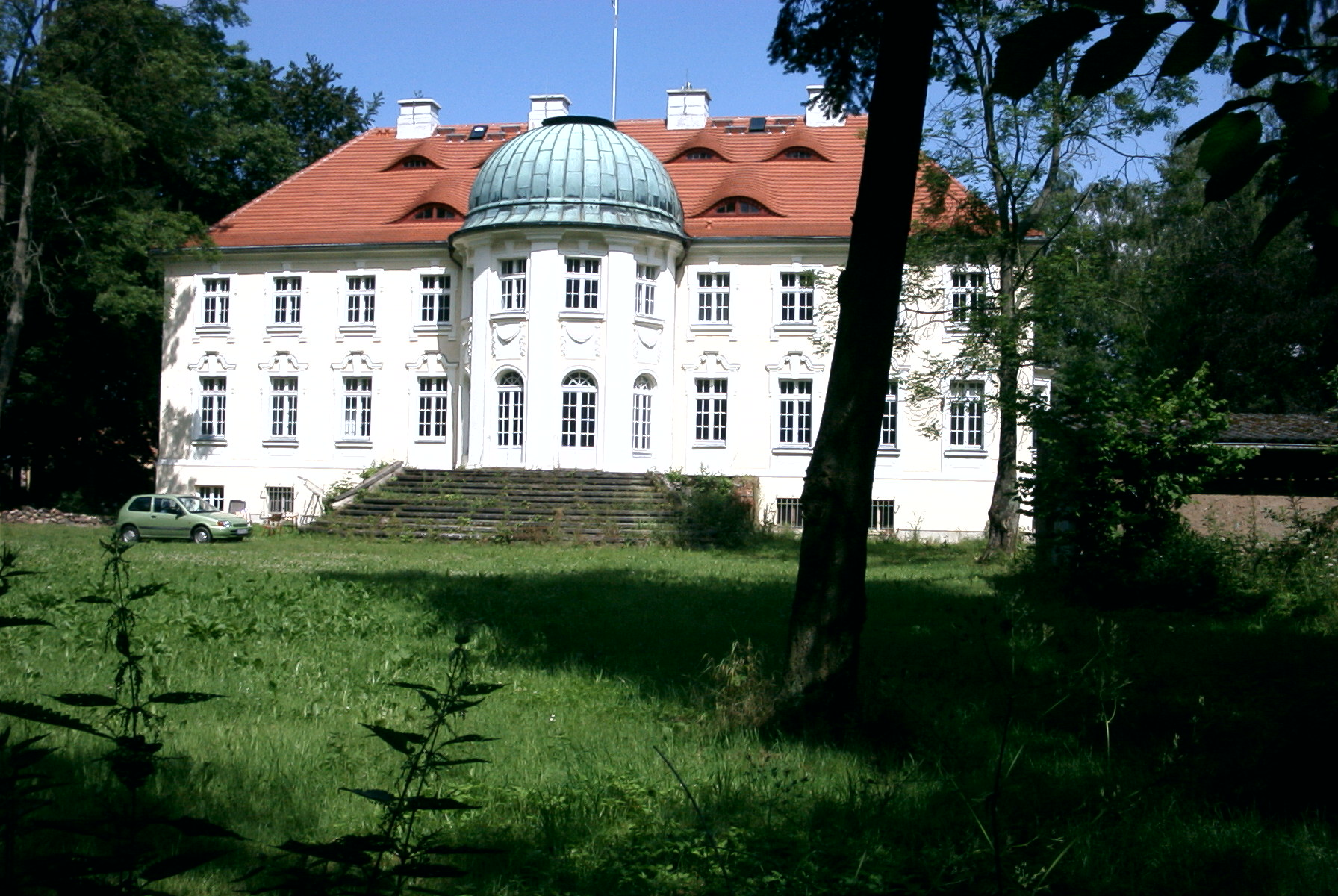
Parkseite vom Bandeliner Gutshaus

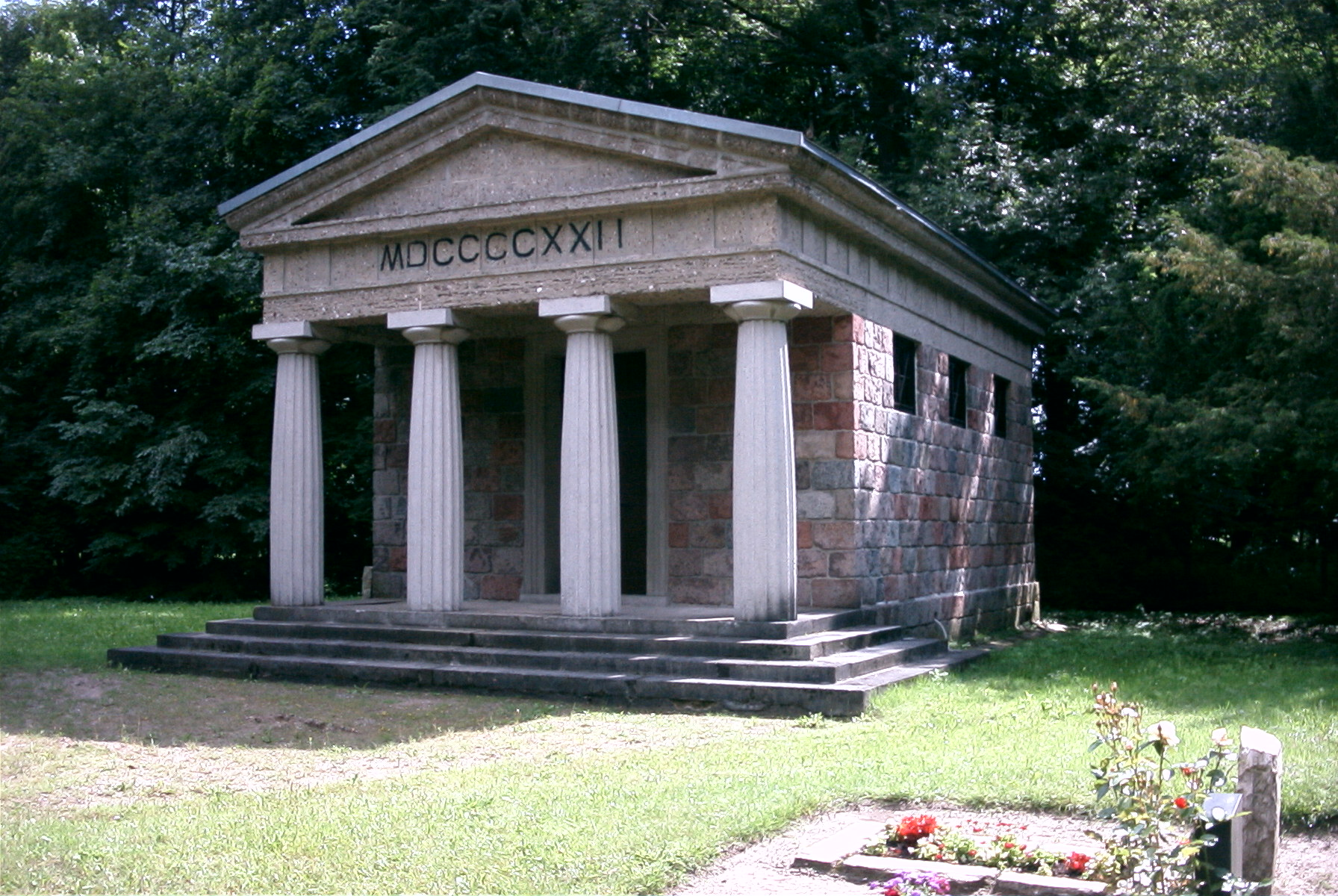
Mausoleum der Grafen von Behr Bandelin 1922

### Bandelin
Der Name des Ortes ist offenbar slawischer Herkunft. Er dürfte sich auf das Wort „banju“ zurückführen lassen, was so viel wie „einen Fisch wässern“ bedeutet.
Mit den deutschen Einwanderern kamen im 12. Jahrhundert auch die Ritter von Behr nach Pommern, die für die Entwicklung Bandelins bestimmend wirkten. Seit 1250 waren die Behrs urkundlich im Besitz von Dörfern der Umgebung. Zeitweilig erstreckte sich ihr späterer Landbesitz über 15 Güter bzw. deren Pertinenzen in der Gützkower Grafschaft.
Im Jahre 1275 belehnte Herzog Barnim die Behrs zur Gesamthand mit vielen Hufen und der zugehörigen Bede. Darunter befanden sich unter anderen Hufen in Bandelin, Stresow und Schlagtow, Hufen in Busdorf, Negentin, Kammin, Kuntzow, Groß-Kiesow, Dargelin und weitere, diese Orte wurden aber erst im Lehnbrief von 1491 namentlich genannt. Bandelin selbst wurde 1321 mit dem heutigen Namen urkundlich genannt. In den Kirchenmatrikeln wurde noch 1579 eine Kapelle in Bandelin genannt.
Im 17. Jahrhundert hatte die Bandeliner Feldmark eine Größe von 2325 Morgen.
Der Dreißigjährige Krieg brachte großes Elend über Bandelin. Die Familie von Behr war verarmt und verpfändete Bandelin an die Herren von Schwerin. Das Dorf war fast völlig vernichtet. 1670 erwarb es Joachim Felix von Schwerin und vererbte es 1705 seiner Tochter, respektive seinem Sohn Jacob. Um 1674 erwarben die von Schwerin vorab auch schon alte Pfandrechte auf dem Gut Dritter zurück.
In der ersten Hälfte des 18. Jahrhunderts gelang es Philipp Ludwig von Behr und seinen Söhnen, den alten Familienbesitz wieder einzulösen. Im Jahre 1637 wurde in Bandelin das alte Schloss erbaut, südlich vom Dorf gelegen im Park. Berghaus beschreibt den Bau in seinem Landbuch als großes mächtiges Gebäude im damals für den Landbau herrschenden Stil ohne architektonischen Schmuck. Die Familie von Behr bildete parallel eine eigene Familienlinie Bandelin heraus, so mit Felix Diedrich von Behr (1700–1764), schwedischer Landrat und Kurator der Akademie Greifswald, verheiratet mit Katharina Sophia von Zepelin. Zwei Generationen danach ist Felix Johann Bernhard von Behr (1779–1837) der Vertreter seiner Familie auf Bandelin und weiteren Gütern. Er wiederum war großherzoglich mecklenburgischer Kammerherr und zweimal verheiratet. Aus seiner zweiten Ehe mit Wilhelmine von Lühmann stammt seiner Sohn Felix Bernhard Wilhelm von Behr (1834–1894) auf Bandelin. Dieser erhielt vom König in Stralsund am 8. Juni 1865 die Freiherrenwürde. 1878 erfolgte eine weitere Standeserhöhung, die Bandeliner Linie wurde zu Grafen ernannt, und zwar in Rechtsform der Primogenitur gehoben. Bereits seit 1864 war er mit der Gutsbesitzerstochter Mathile von Buggenhagen-Dambeck (1841–1933) verheiratet und hatte mit ihr eine Tochter und vier Söhne, darunter Hugold von Behr-Bandelin (1866–1943).
Etwa zeitgleich, 1865, hatte Bandelin 161 Einwohner, an Gebäuden gab es: 1 Schule, 9 Wohnhäuser und 13 Wirtschaftsgebäude.
1908/09 unternahm der Felix Graf von Behr jun. (1861–1931) eine neunmonatige Reise durch den asiatischen Kontinent. Er brachte viele Reiseerinnerungen mit, wie alte Waffen, Rüstungen, Kunstgegenstände. Auch privat zeigte Graf Behr-Bandelin Interesse an Heraldik und Genealogie. Sein Bandeliner Güter beinhalteten mit Zubehör weit über 1000 ha Fläche.
Das alte Schloss brannte am 28. Januar 1928 ab. Zwei Versicherungsgesellschaften gingen wegen der zu zahlenden Versicherungen pleite. Die Ausstattung, das Gutsarchiv mit Lehnbriefen usw., die Kunstsammlungen und z. B. die originale Gutenbergbibel (Versicherungssumme 500.000 RM) waren dabei ausschlaggebend.
1930 wurde dann das mit den Versicherungsgeldern neuerbaute Gutshaus Bandelin bezogen. 1939 umfasste das Rittergut Bandelin ohne Zubehör etwa 527 ha. Als Verwalter fungierte der Administrator M. Schierer. Administratoren wurden zumeist von den Kreditgebern in Land- und Forstwirtschaft, den Landschafts- oder Ritterschaftsbanken bei Kreditbelastungen dem jeweiligen Besitzer anhand gegeben.
1945 wurden die Behrs, wie alle Gutsherren enteignet und die Gutsländereien in der Bodenreform aufgeteilt. Das Herrenhaus wurde nach 1945 als Kinderheim genutzt.
1948 wurde in Bandelin eine Maschinen-Ausleih-Station (MAS) eingerichtet, um den in den umliegenden Dörfern gebildeten Neubauernhöfen, die zum Teil ohne Geräte und Maschinen anfangen mussten, Unterstützung zu geben.
Am 1. Juli 1950 wurde der Name der Gesamtgemeinde mit Kuntzow in Bandelin festgelegt.
Nach Gründung der Landwirtschaftlichen Produktionsgenossenschaft (LPG) war es dann die MTS (Maschinen-Traktoren-Station), die in erster Linie die Aufgabe hatte, die Feldbestellung in den LPG zu übernehmen.
Eine Berufsschule mit Internatsgebäuden, in der die Lehrlinge für die landwirtschaftliche Buchhaltung des Bezirkes zu ihrer Theoretischen Ausbildung zusammengefasst wurden, entstand in Bandelin.
1953 waren die Schule selbst und das dazugehörige Internat fertiggestellt; die Einweihung fand am 15. Oktober 1953 statt.
Die Konzentration der Landtechnik und der Berufsausbildung war Grund für den Bau eines Großen Kulturhauses in Bandelin, das den Namen Johannes R.-Becher erhielt.
Um 1980 wurde in Bandelin am Ortsausgang nach Vargatz der Bau einer Milchviehanlage begonnen. Geplant waren Stallungen und Ver- sowie Entsorgungsanlagen für 4.000 Milchkühe. Die erste Ausbaustufe erfolgte für 2.000 Rinder. Für diese große Anlage wurden eine Reihe von Infrastrukturmaßnahmen eingeleitet. Mehrere Wohnblöcke für die Mitarbeiter wurden errichtet. Mit den LPGen in Gützkow wurden Kooperationsbeziehungen aufgebaut. Die LPG (T) sollte für den Nachwuchs an Kälbern sorgen und die LPG (P) war für die Futterzufuhr zuständig.
Gemeinsam mit der LPG (P) Gützkow wurde in Breechen ein Pumpwerk an der Peene und ein Rohrleitungsnetz zwischen Bandelin und den umliegenden Ackerflächen gebaut. Das diente der Bewässerung der Ackerflächen, aber auch der verdünnten Ausbringung der Gülle aus der Milchviehanlage.
Durch die Wende 1990 wurde der Ausbau unterbrochen und der Betrieb stufenweise mit Verkauf der Rinder beendet. Erst viel später erfolgte der Verkauf an einen holländischen Betreiber.
Der Zusammenbruch des Betriebes hatte natürlich auch Auswirkungen auf den Ort, Freizug der Wohnblöcke – später deren Abriss, Schließung der Kaufhalle, des Kulturhauses, der Schule, der LTA (Landtechnische Anlagen – Nachfolger der MTS) und anderer Einrichtungen. Nur die Etablierung der TÜF-Einrichtung zur Qualifizierung von Landtechnik-Betreibern. brachte wieder einige Arbeitsplätze.
Bandelin hatte am 31. Dezember 2014 konkret 338 Einwohner mit Hauptwohnung und 29 mit Nebenwohnung. Im Folgejahr hatte Bandelin 337 Einwohner mit Hauptwohnung und 31 mit Nebenwohnung.

### Kuntzow
Kuntzow wurde bereits 1406 mit seinem jetzigen Namen urkundlich erwähnt.
→ Siehe Hauptartikel: Kuntzow
Kuntzow hatte am 31. Dezember 2014 72 Einwohner mit Hauptwohnung und 4 mit Nebenwohnung.
Kuntzow hatte am 31. Dezember 2015 77 Einwohner mit Hauptwohnung und 4 mit Nebenwohnung.

### Schmoldow
Erstmals urkundlich erwähnt wurde Schmoldow als „Smoldow“ 1343.
→ Siehe Hauptartikel: Schmoldow
Schmoldow hatte am 31. Dezember 2014 41 Einwohner mit Hauptwohnung und 1 mit Nebenwohnung.
Schmoldow hatte am 31. Dezember 2015 43 Einwohner mit Hauptwohnung und 1 mit Nebenwohnung.

### Vargatz
Die Schreibung des Namens Vargatz findet man urkundlich auch in der Form von Vergatz, Vargitz, Vargatcz.
→ Siehe Hauptartikel: Vargatz
Vargatz hatte am 31. Dezember 2014 72 Einwohner mit Hauptwohnung und 3 mit Nebenwohnung.
Vargatz hatte am 31. Dezember 2015 80 Einwohner mit Hauptwohnung und 3 mit Nebenwohnung.

## Politik

### Gemeindevertretung und Bürgermeister
Der Gemeinderat besteht (inkl. Bürgermeister) aus 8 Mitgliedern. Die Wahl zum Gemeinderat am 9. Juni 2024 hatte folgende Ergebnisse:
| Partei/Bewerber                                              | Prozent | Sitze |
| ------------------------------------------------------------ | ------- | ----- |
| Wählergemeinschaft "Vier Ortsteile für eine starke Gemeinde" | 100     | 8     |

Bürgermeister der Gemeinde ist Dirk Brassow, er wurde mit 84,41 % der Stimmen gewählt.

### Wappen, Flagge, Dienstsiegel
Die Gemeinde verfügt über kein amtlich genehmigtes Hoheitszeichen, weder Wappen noch Flagge. Als Dienstsiegel wird das kleine Landessiegel mit dem Wappenbild des Landesteils Vorpommern geführt. Es zeigt einen aufgerichteten Greifen mit aufgeworfenem Schweif und der Umschrift „GEMEINDE BANDELIN“.

## Sehenswürdigkeiten

### Bauwerke
→ Siehe: Liste der Baudenkmale in Bandelin
- Neobarockes Gutshaus Bandelin aus dem Jahr 1930 der Familie von Behr
- Mausoleum der Familie von Behr von 1922 auf dem Friedhof Bandelin
- Marstall und Wirtschaftsgebäude aus dem 19. Jahrhundert des Gutes Bandelin (Teilruine)
- Landarbeiter-Gebäudekomplex – sogenanntes „Bandeliner Viereck“ – 1900 auf der Weltausstellung in Paris ausgezeichnet (Westflügel abgerissen)
- Zwei Meilenstein-Obelisken – 2,5 m hoch – an L 35 (ehem. B 96) und Ortsstraße nach Vargatz
- In Schmoldow ist ein sehr gut erhaltener, aber ungepflegter Turmhügel mit Wall und Graben, sowie dem zentralen Turmberg.

### Grünflächen und Naherholung
- Gutspark, langgestreckter englischer Landschaftspark mit Teichen in Bandelin
- Ein Großsteingrab im Bandeliner Park war bereits in den 1920er Jahren unfachmännisch auseinandergenommen und untersucht worden. Reste der dazugehörigen Findlinge sind verstreut noch im Park zu sehen.
- Der nordöstliche Teil des bewaldeten Bandeliner Os in Richtung Kammin ist ein mit Wegen durchzogenes Wandergebiet.
- Am südlichen Rand des Parkes und am nördlichen Ortsrand von Bandelin sind Kleingartenanlagen vorhanden.
- Die ehemaligen Gutsparks von Schmoldow und Kuntzow sind verwildert und ungepflegt.
- Der Park von Vargatz ist teilweise gepflegt, an seinem nördlichen Ende ist ein besonderer Friedhof mit historischen Grabformen zu sehen.

## Wirtschaft und Infrastruktur

### Unternehmen
Die Milchviehanlage von Bandelin prägt neben den Landwirtschaftsbetrieben die Gemeinde. Zu DDR-Zeiten als Anlage mit 4.000 Milchkühen konzipiert, erreichte sie dieses Ziel erst kurz vor der Wende 1990. Es war eine zwischengenossenschaftliche Einrichtung besonders der LPG (P) und (T) Gützkow. Die anfallende Gülle der Anlage wurde verdünnt mit Wasser aus dem Peenepumpwerk über kilometerlange Rohrleitungen zur Verrieselung auf den Feldern transportiert.
Nach 1990 wurden die Viehbestände verkauft und der Betrieb wenig später an einen holländischen Investor verkauft, der dann erneut Milchkühe dort aufstallte. Ihm wurden auch entsprechende landwirtschaftliche Fläche zur Futterversorgung aus dem Bestand der ehemaligen LPG (P) Gützkow zugesprochen.
Ansonsten gibt es noch mehrere Gewerbebetriebe in den Ortschaften.

### Verkehr
Durch die Gemeinde verlaufen die Landesstraße 35 (ehemals Bundesstraße 96) und die Bundesautobahn 20. Letztere ist über die Anschlussstelle Gützkow in 2 km erreichbar. Weitere Straßen und Wege vervollständigen mit Kreis- und Gemeindestraßen das Verkehrsnetz.
Im Ortsteil Schmoldow befindet sich der Flugplatz Schmoldow.

## Persönlichkeiten

### Söhne und Töchter der Gemeinde
- Siegfried W. Kernen (* 1940), deutsch-schweizerischer Schauspieler